# ムーンショット作戦

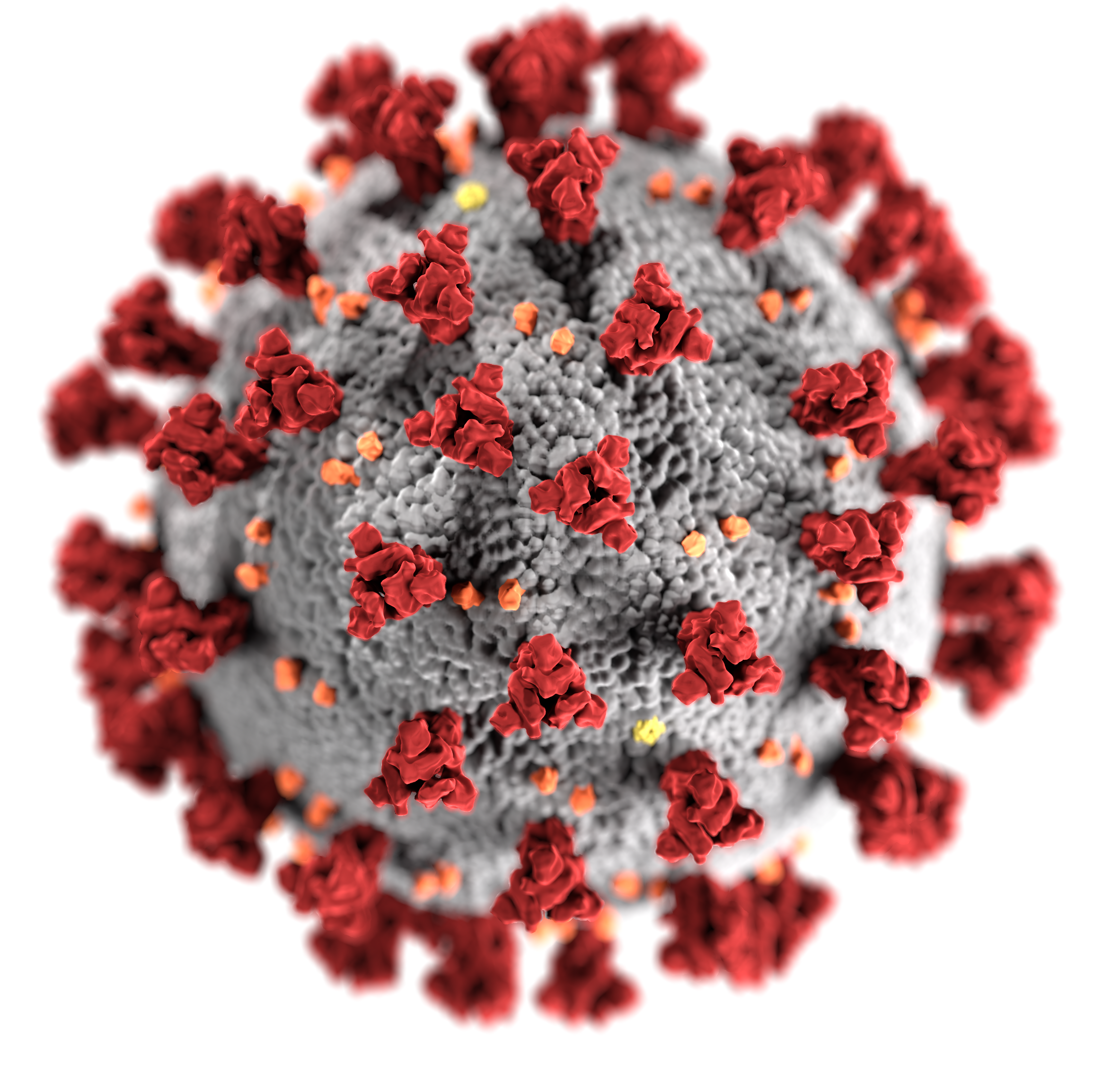
検査対象の新型コロナウイルス

ムーンショット作戦（ムーンショットさくせん）とは、イギリスで実施予定の大規模なCOVID-19の検査。計画の名称は1960年代の有人月面着陸「アポロ計画」に由来する。
検査能力を2020年9月現在の1日35万件から2021年初頭までに30倍の最大1000万件に拡大する予定で予算は推定で1000億ポンド（約13兆8000億円）以上かかるとされる。PCR検査だけでなく、最短で20分で結果が出る新しい唾液検査を併用する予定。

## 問題点
偽陽性や偽陰性の判定を出す可能性がある。また検査費用が膨大なため、他の健康保険分野の予算を圧迫する。